# La Vecilla
La Vecilla – gmina w Hiszpanii, w prowincji León, w Kastylii i León, o powierzchni 44,29 km². W 2011 roku gmina liczyła 428 mieszkańców.